# Stazione di Ginevra Cornavin
La stazione di Ginevra Cornavin (in francese Gare de Genève-Cornavin) è il principale scalo ferroviario della città di Ginevra sito nel centro cittadino nell'area urbana denominata Cornavin, in Svizzera. È una stazione di primaria importanza con circa 230 arrivi e partenze giornaliere e stazione di confine internazionale con la Francia. Oltre alla connessione alla rete ferroviaria francese è connessa alla direttrice ferroviaria principale del Sempione che a sua volta la collega al resto della rete ferroviaria svizzera. È connessa anche all'aeroporto Aeroporto Internazionale di Ginevra Cointrin  dove si trova la Stazione di Ginevra Aeroporto.

## Storia
La stazione centrale di Ginevra venne realizzata nella seconda metà del XIX secolo in seguito all'attivazione del collegamento in territorio francese della linea ferroviaria tra Ginevra e Lione. Venne scelto il sito di Cornavin per non tagliare in due la città. Venne inaugurata tra il 16 e il 18 marzo 1858.  Venne ampliata nel 1873 e nuovamente nel 1893 in occasione della Esposizione nazionale della Svizzera. Si incendiò durante la notte dell'11 febbraio 1909 a causa del surriscaldamento di una stufa nel deposito bagagli e venne distrutto quasi tutto l'edificio. Fu di proprietà della società privata Compagnia Paris-Lyon-Méditerranée (PLM) fino al 1912. 
In seguito all'insediamento a Ginevra della Società delle Nazioni, nel 1919, fu programmato anche il rifacimento degli edifici di stazione su progetto dell'architetto Giuliano Flegenheimer con sculture sul frontone di Jacques Probst.
Il 25 dicembre 1925 l'edificio ristrutturato venne acquisito dalle Ferrovie Federali Svizzere.
Il nuovo atrio centrale venne inaugurato il 25 giugno 1929 e il riassetto globale completato nel 1931.
Nei primi anni 2000 la stazione è stata ristrutturata. L'edificio e il centro commerciale nel seminterrato contano circa 50 negozi, vari bar e ristoranti e un posto di polizia dal 2004.

## Caratteristiche
La stazione è collegata alle reti ferroviarie svizzera (FFS) e francese (SNCF). 
Sono presenti anche collegamenti AV con TGV diretti per Parigi e Marsiglia. Treni regionali circolano fra Lancy-Pont-Rouge e Coppet e il RER (Rhône Express Régional) collega Ginevra Cornavin con Bellegarde. È prevista la realizzazione di un progetto del CEVA per il potenziamento dell'itinerario (Stazione di Ginevra Cornavin-des Eaux-Vives-Annemasse) (pianificato sin dal 1884). Collegando la rete ferroviaria elvetica a quella francese della Alta Savoia (mediante una galleria sotto una parte della città), i treni potranno circolare nella regione transfrontaliera circostante a Ginevra e, con delle nuove stazioni, servire zone densamente popolate.

## Servizi
La stazione è dotata di molti tipi di servizi tra cui una stazione di polizia, bar, ristoranti, self service, supermarket e parcheggi sotterranei.

## Interscambi
All'esterno della stazione è possibile l'interscambio con autobus urbani e tram  della Transports Publics Genevois per tutte le direzioni.